# Lâm Tích Diệu
Lâm Tích Diệu (tiếng Trung: 林錫耀; bính âm: Lín Xíyào; Bạch thoại tự: Lîm Sek-iāu; sinh ngày 25 tháng 12 năm 1961) là một chính trị gia người Đài Loan.

## Đầu đời
Lâm Tích Diệu theo học ngành kỹ thuật xây dựng dân dụng tại Đại học quốc lập Đài Loan, nơi ông lấy bằng cử nhân và thạc sĩ vào năm 1983 và 1990.

## Phó Viện trưởng
Vào ngày 7 tháng 4 năm 2016, Viện trưởng được bổ nhiệm Lâm Toàn đã chỉ định Lâm Tích Diệu vào vị trí phó viện trưởng. Lâm Tích Diệu từ chức vào tháng 9 năm 2017, sau đó được trao tặng Huân chương Cảnh tinh.

## Sự nghiệp chính trị
Lâm Tích Diệu sau đó hoạt động trong chiến dịch tranh cử tổng thống năm 2020 của Thái Anh Văn. Bà chiến thắng trong nhiệm kỳ thứ hai, sau đó ông được bổ nhiệm làm bí thư trưởng của Đảng Dân chủ Tiến bộ.